# Luigi Rinaldi (scrittore)
Luigi Rinaldi (Roma, 15 novembre 1967) è uno scrittore di fantascienza italiano.

## Biografia
Laureato in chimica e docente di ruolo della materia nella scuola secondaria, nel 2006 è giunto terzo al Premio Alien con il racconto Sindrome 75 e, sempre nel 2006 è giusto finalista al Premio Galassia – Città di Piacenza. Nel 2010 ha vinto il Premio Robot con il racconto Hidden, con il quale è giunto finalista anche al Premio Italia 2011. Dal 2012 al 2018 è stato plurifinalista al Premio Rill (2012, 2013, 2014, 2015, 2016, 2018). l suo primo romanzo, Hakkakei, è stato finalista al premio Urania Mondadori nel 2012 e al Premio Odissea nel 2014. Nel 2018 ha pubblicato l’antologia Oscuro prossimo venturo. È presente con un suo racconto Prova di Recupero nell’antologia Altri Futuri (Delos Digital, 2019), curata da Carmine Treanni. Nel 2021 e nel 2023 si è aggiudicato il premio Odissea rispettivamente con i romanzi Blu Espero e Onda omologica.
Altri suoi racconti sono stati pubblicati in diverse antologie quali NASF, Short Stories e, con Delos Books, in 365 racconti erotici per un anno, 365 racconti horror per un anno, 365 racconti sulla fine del mondo e Magazzini di Mondi.
Ha scritto anche racconti non di genere che sono stati pubblicati in antologie della Giulio Perrone Editore.

### Raccolte di racconti
- Oscuro prossimo venturo, RiLL Riflessi di Luce Lunare, 2018, ISBN 9788895186184.

### Romanzi
- Hakkakei, Delos Digital, 2021, ISBN 9788825414455.
- Blu Espero, Delos Digital, 2022, ISBN 9788825419597.
- Onda omologica, Delos Digital, 2023, ISBN 9788825425871.